# Rebecca Smith (nuotatrice)
Rebecca Smith (Red Deer, 14 marzo 2000) è una nuotatrice canadese, specialista dei 100 e dei 200 metri stile libero.

## Palmarès
- Giochi olimpici

Tokyo 2020: argento nella 4x100m sl.
- Mondiali

Budapest 2017: bronzo nella 4x100m misti mista.
Gwangju 2019: bronzo nella 4x100m sl, nella 4x200m sl e nella 4x100 m misti mista.
Budapest 2022: argento nella 4x100m sl e bronzo nella 4x200m sl.
Doha 2024: bronzo nella 4x100m sl e nella 4x100m misti.
- Mondiali in vasca corta

Abu Dhabi 2021: oro nella 4x100m sl, nella 4x200m sl e nella 4x50m sl mista, argento nei 200m sl.
Melbourne 2022: argento nei 200m sl e nella 4x200m sl, bronzo nella 4x100m sl, nella 4x100m misti e nella 4x50m misti mista.
- Campionati panpacifici

Tokyo 2018: bronzo nella 4x100m sl e nella 4x200m sl.
- Giochi del Commonwealth

Gold Coast 2018: argento nella 4x200m sl.
Birmingham 2022: argento nella 4x100m misti mista, bronzo nella 4x100m sl e nella 4x100m sl mista.
- Mondiali giovanili

Singapore 2015: argento nella 4x200m sl e bronzo nella 4x100m sl.
Indianapolis 2017: oro nella 4x200m sl.